# Ontvangsten
Ontvangsten is een boekhoudkundig begrip voor een instroom van geld (of andere liquide middelen) vanuit een andere (rechts)persoon. Hier staat doorgaans de levering van een product of dienst, met een voor de koper grotere waarde dan het geld, tegenover.

## Ontvangsten versus opbrengsten
Bij het boekhouden wordt een onderscheid gemaakt tussen ontvangsten en opbrengsten. Ontvangsten zijn kasstromen en geven, samen met de uitgaven, een beeld van de kaspositie van een onderneming. Opbrengsten daarentegen beogen, tezamen met kosten, een beeld te geven van de winstgevendheid van een onderneming, waarbij het vooral van belang is dat ontvangsten aan de juiste periode worden toegerekend conform het realisatieprincipe, hetgeen niet noodzakelijkerwijs de periode is waarin de kasstroom plaatsvindt.

### Voorbeeld
Verkoopt een onderneming in jaar 1 een product ter waarde van €100 waarbij de betaling wordt uitgesteld tot jaar 2, dan wordt in jaar 1 een opbrengst van €100 gerealiseerd, maar een ontvangst van €0. In jaar 2 zal de ontvangst dan €100 bedragen en de opbrengsten €0.